# Vilar Torpim
Vilar Torpim é uma localidade portuguesa do Município de Figueira de Castelo Rodrigo que foi sede da extinta Freguesia de Vilar Torpim, freguesia que tinha 32,05 km² de área e 213 habitantes (2011), e, por isso, uma densidade populacional de 6,6 hab/km².
A Freguesia de Vilar Torpim foi extinta em 2013, no âmbito de uma reforma administrativa nacional, para, em conjunto com a Freguesia de Colmeal, formar uma nova freguesia denominada União das Freguesias de Colmeal e Vilar Torpim da qual é a sede.
Antigamente, Nossa Senhora dos Prazeres de Vilar Torpim, fez parte do extinto concelho de Castelo Rodrigo.
Vilar Torpim situa-se a 9 km da vila de Figueira de Castelo Rodrigo.

## Património
- Solar dos Saraivas ou Casa do Fidalgo

## População
| Totais e grupos etários | Totais e grupos etários | Totais e grupos etários | Totais e grupos etários | Totais e grupos etários | Totais e grupos etários | Totais e grupos etários | Totais e grupos etários | Totais e grupos etários | Totais e grupos etários | Totais e grupos etários | Totais e grupos etários | Totais e grupos etários | Totais e grupos etários | Totais e grupos etários | Totais e grupos etários |
| ----------------------- | ----------------------- | ----------------------- | ----------------------- | ----------------------- | ----------------------- | ----------------------- | ----------------------- | ----------------------- | ----------------------- | ----------------------- | ----------------------- | ----------------------- | ----------------------- | ----------------------- | ----------------------- |
|                         | 1864                    | 1878                    | 1890                    | 1900                    | 1911                    | 1920                    | 1930                    | 1940                    | 1950                    | 1960                    | 1970                    | 1981                    | 1991                    | 2001                    | 2011                    |
|                         | 895                     | 908                     | 1 031                   | 1 015                   | 1 024                   | 960                     | 915                     | 855                     | 928                     | 795                     | 529                     | 484                     | 381                     | 297                     | 213                     |
| i)                      |                         |                         |                         |                         |                         |                         |                         |                         |                         |                         |                         |                         |                         | 28                      | 29                      |
| ii)                     |                         |                         |                         |                         |                         |                         |                         |                         |                         |                         |                         |                         |                         | 44                      | 15                      |
| iii)                    |                         |                         |                         |                         |                         |                         |                         |                         |                         |                         |                         |                         |                         | 110                     | 103                     |
| iv)                     |                         |                         |                         |                         |                         |                         |                         |                         |                         |                         |                         |                         |                         | 115                     | 66                      |

```
i)
 0 aos 14 anos;
 ii)
 15 aos 24 anos; 
iii)
 25 aos 64 anos; 
iv)
 65 e mais anos	
```